# Friedrichskirche (Worms)

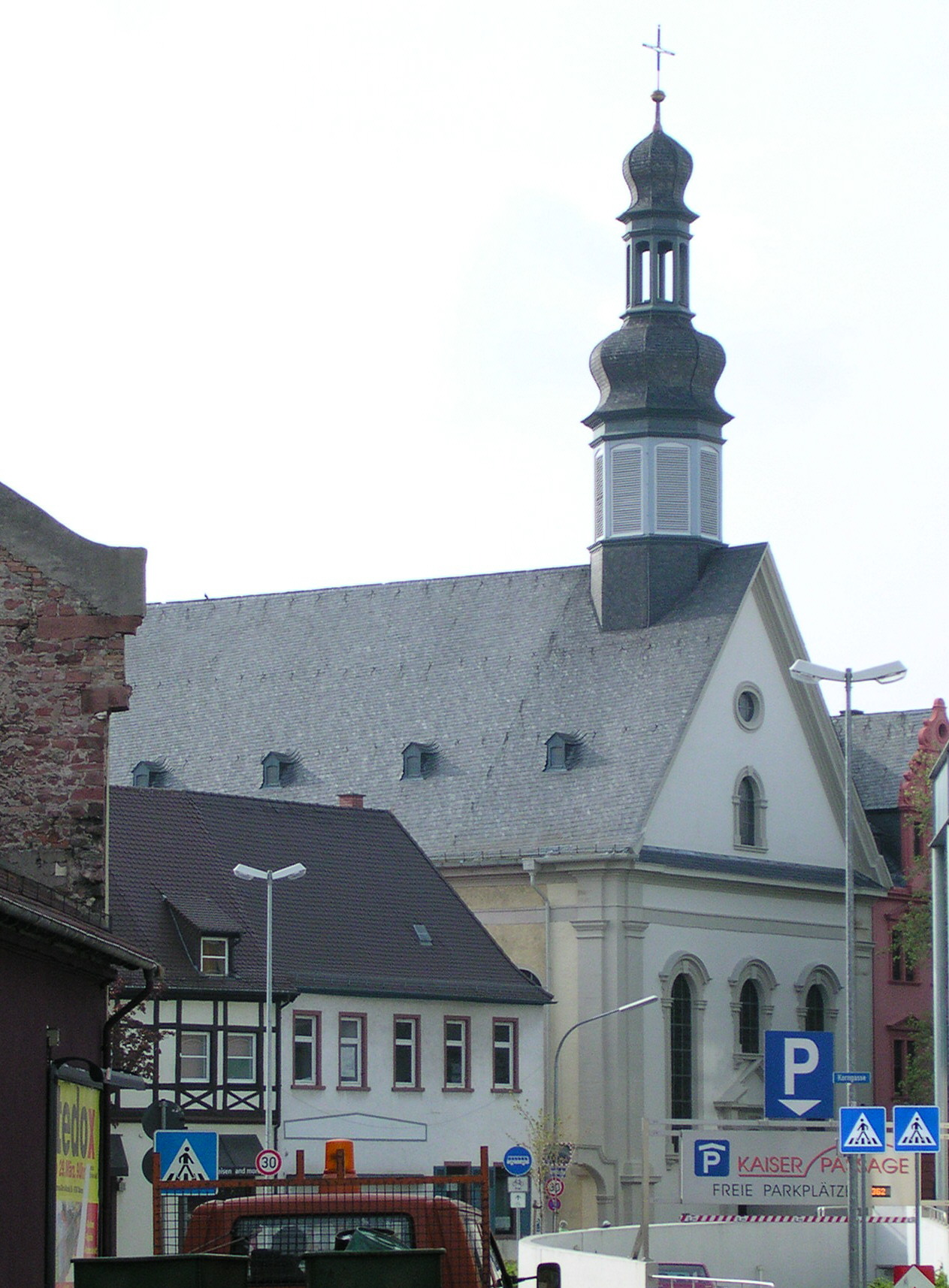
Friedrichskirche in Worms

Die Friedrichskirche ist eine von 1741 bis 1744 erbaute evangelische Kirche in Worms. Ursprünglich für die reformierte Gemeinde errichtet, dient die Kirche seit der rheinhessischen Kirchenunion von 1822 dem unierten Gottesdienst, heute in der Evangelischen Kirche in Hessen und Nassau. Die nach Friedrich dem Großen benannte Kirche steht unter Denkmalschutz.

## Geschichte
Reformierte Einwohner sind in Worms bereits in der ersten Hälfte des 16. Jahrhunderts nachweisbar. Sie besaßen allerdings in der vom lutherischen Stadtrat gelenkten Stadt keine Mitsprache-, Zunft- und Bürgerrechte. Eine erste reformierte Gemeinde musste der Stadtrat von 1644 bis 1650 auf Druck der französischen Besatzung dulden. Nach deren Abzug wurde die Gemeinde wieder aufgelöst, die reformierten Wormser schlossen sich, mit eigenem Presbyterium, 1654 der Gemeinde im benachbarten kurpfälzischen Neuhausen an.
Erst 1699, zehn Jahre nach der Stadtzerstörung von 1689 im Zuge des Pfälzischen Erbfolgekriegs, konnte dieses Presbyterium mit dem Stadtrat einen Vertrag über die reformierte Religionsausübung abschließen. Gegen die Zahlung von 10.000 Gulden wurden Reformierte als Bürger der Stadt und in den Zünften zugelassen und der reformierten Gemeinde wurde erlaubt, eine eigene Kirche und eine Schule zu unterhalten. Gleichzeitig wurden der Vorrang des lutherischen Bekenntnisse festgelegt und die Reformierten vom Stadtregiment ausgeschlossen. Mit dem Vertrag folgte der Stadtrat trotz theologischer Bedenken einer Empfehlung des Ratsmitglieds Johnn Friedrich Seidenbender, der sich von der Zulassung der Reformierten einen wirtschaftlichen Aufschwung der Stadt erhoffte.
Noch 1699 kaufte die reformierte Gemeinde einen Bauplatz für Kirche und Schule, auf dem sie eine hölzerne Behelfskonstruktion errichten ließ, die am 1. Januar 1700 eingeweiht wurde. Auf dem nördlich angrenzenden Grundstück errichtete sie ihr Schul- und Gemeindehaus. Bis 1740 war die Holzkirche schon so baufällig geworden, dass ein Kirchenneubau notwendig wurde.
Mit der Planung des Neubaus wurde der kurpfälzische Ingenieur Johann Georg Baumgratz beauftragt, der sich an der Mannheimer Garnisonkirche orientierte. Finanziert wurde der auf 17.300 Gulden geschätzte Bau durch Kollekten, insbesondere in Preußen, die Friedrich der Große persönlich genehmigte. Am 9. Juni 1744 wurde die Kirche nach drei Jahren Bauzeit eingeweiht und nach dem preußischen König benannt, der bei den Feierlichkeiten durch Hof- und Kirchenrat Carl Philipp Menzel vertreten wurde.
Am 21. Februar 1945 brannte die Kirche nach einem Fliegerangriff auf Worms bis auf die Umfassungsmauern aus. Sie wurde von 1953 bis 1955 in vereinfachten moderneren Formen wiederhergestellt.

## Beschreibung

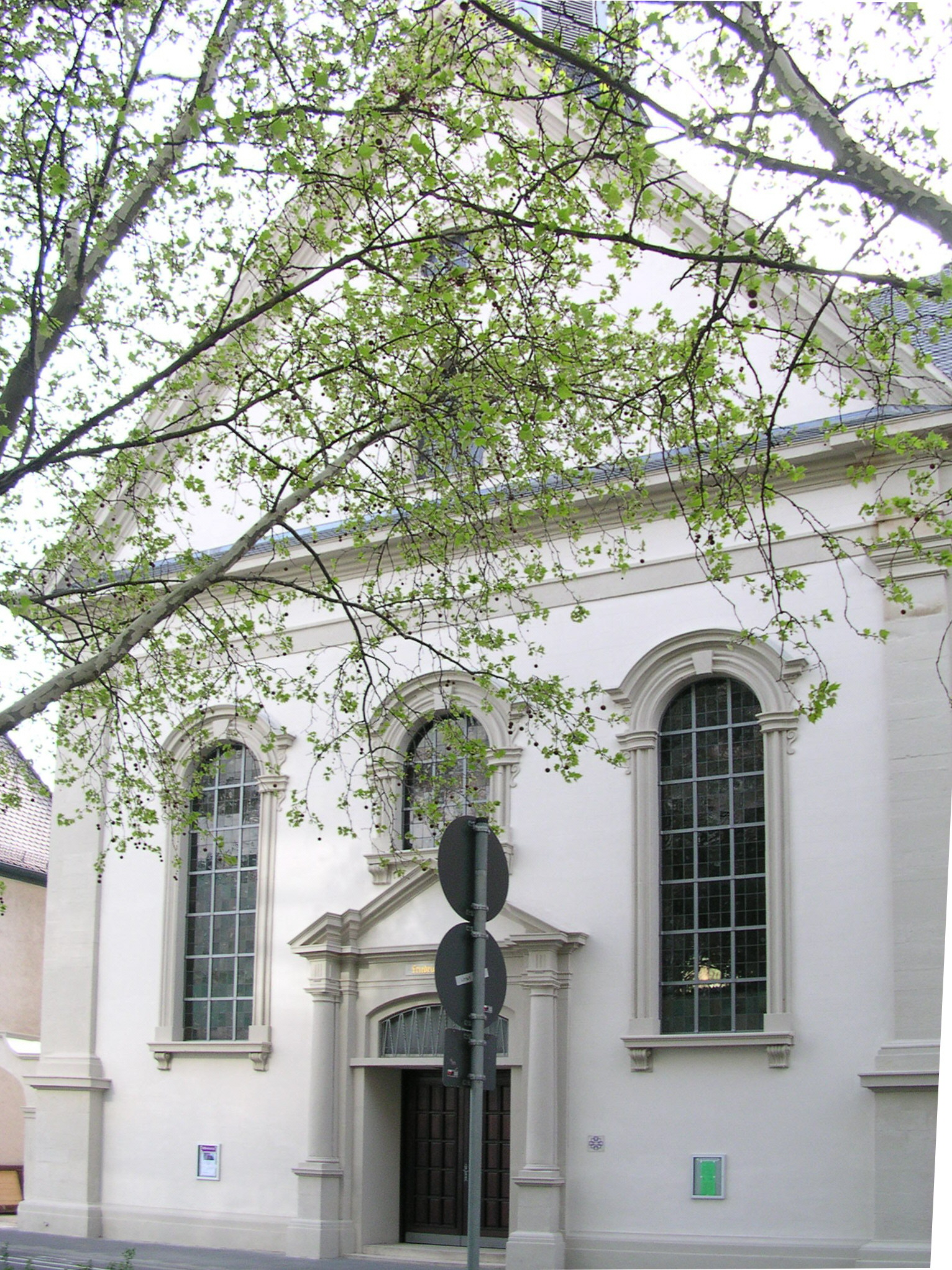
Fassade der Friedrichskirche

Die Kirche mit der Adresse Römerstraße 78 präsentiert sich als schlichter, geosteter barocker Saalbau mit Dachreiter. Die dreiachsige Schaufassade zu Römerstraße wird von Pilastern eingefasst. In unteren Bereich des mittleren der drei Rundbogenfenster befindet sich ein von Halbsäulen eingefasstes und mit einer Giebelverdachung gekröntes Portal. Der darüber liegende großflächige Dreiecksgiebel wird nach unten durch einen Sims auf Traufhöhe des südlich angrenzenden Roten Hauses abgeschlossen. Ein zweigeschossiger Dachreiter mit Glockenstube, Laterne und Kuppelhaube schließt das Gebäude nach oben ab. Ein Torbogen verbindet die Kirche mit dem nördlich angrenzenden ehemaligen Schulhaus.
Ursprünglich war der Innenraum der Kirche als schlichte Predigtkirche gestaltet, mit dem Altar in der Mitte des Kirchenraums vor der Kanzel an der Südwand, auf die die Kirchenbänke und die dreiseitige Empore ausgerichtet waren. Auf der Westempore oberhalb des Eingangs wurde 1771 eine Stummorgel aufgestellt. 1900 wurden Altar und Kanzel in der seit 1822 unierten Kirche nach Osten verlegt und die Kirchenbänke neu ausgerichtet. Diese Ausrichtung wurde auch im Wiederaufbau nach dem Zweiten Weltkrieg durch den Wormser Architekten Hans Bössler beibehalten: Die Bänke in vier Blöcken sind auf den leicht erhöhten Altarraum im Osten ausgerichtet, auf der Westseite befindet sich eine Empore für Chor und Orgel.

## Orgel
Die reformierte Gemeinde bestellte 1767 eine Orgel bei Johann Philipp und Johann Heinrich Stumm, die 1771 auf der dafür verstärkten Westempore aufgestellt wurde. Diese Orgel wurde 1945 beim Brand der Kirche vollständig zerstört. 1955 wurde in der Kirche die Orgel aus dem Dreifaltigkeitshaus, dem Gemeindehaus der Dreifaltigkeitskirche, als Provisorium aufgestellt. Dieses Provisorium wurde 1983 überholt, musste 2002 aber ausgemustert werden. An seine Stelle trat die Orgel der Frankfurter Markuskirche, die 1955 von Paul Ott gebaut worden war und für die wegen des Umbaus der Markuskirche zum Zentrum Verkündigung der EKHN ein neuer Standort gesucht wurde. Die mechanische Schleifladenorgel umfasst 30 Register auf zwei Manualen und Pedal.
| Hauptwerk |                |     |
| 1.        | Quintade       | 16′ |
| 2.        | Prinzipal      | 8′  |
| 3.        | Rohrflöte      | 8′  |
| 4.        | Oktave         | 4′  |
| 5.        | Gedackt        | 4′  |
| 6.        | Oktave         | 2′  |
| 7.        | Mixtur IV-VI   |     |
| 8.        | Sesquialter II |     |
| 9.        | Trompete       | 8′  |

| Schwellwerk |                 |        |
| 10.         | Musiziergedackt | 8′     |
| 11.         | Quintade        | 8′     |
| 12.         | Prinzipal       | 4′     |
| 13.         | Blockflöte      | 4′     |
| 14.         | Prinzipal       | 2′     |
| 15.         | Gemshorn        | 2′     |
| 16.         | Terz            | 1 3⁄5′ |
| 17.         | Quinte          | 1 ⁄3′  |
| 18.         | Oktave          | 1′     |
| 19.         | Zimbel III      |        |
| 20.         | Sordun          | 16′    |
| 21.         | Dulzian         | 8′     |

| Pedal |              |     |
| 22.   | Subbass      | 16′ |
| 23.   | Prinzipal    | 8′  |
| 24.   | Gedackt      | 8′  |
| 25.   | Oktave       | 4′  |
| 26.   | Rohrflöte    | 4′  |
| 27.   | Nachthorn    | 2′  |
| 28.   | Mixtur IV-VI |     |
| 29.   | Posaune      | 16′ |
| 30.   | Regal        | 4′  |
|       | Tremulant    |     |

## Geläut
Das Geläut der Friedrichskirche besteht aus fünf 1955 bei der Glocken- und Kunstgießerei Rincker in Sinn gegossenen Glocken. Es ist klanglich auf das Geläute der Dreifaltigkeitskirche abgestimmt. Die Glocken klingen in den Tönen a1, h1, d2, e2 und fis2.

## Kirchengemeinde
Die Friedrichskirche ist neben der Dreifaltigkeitskirche, der Lukaskirche, der Magnuskirche und dem Gemeindehaus in Rosengarten (Lampertheim) eine von fünf Gottesdienststätten der 2024 durch Fusion von fünf Vorgängergemeinden entstandenen Evangelischen Kirchengemeinde Worms-Innenstadt, die zum Dekanat Worms-Wonnegau in der Propstei Rheinhessen und Nassauer Land der Evangelischen Kirche in Hessen und Nassau gehört.